# If It Was You
If It Was You är det tredje studioalbumet av den kanadensiska popduon Tegan and Sara, utgivet den 20 augusti 2002 på Vapor Records. Det spelades in vid The Factory Studios i Vancouver under produktion av John Collins och David Carswell. Albumet har ett något rockigare sound än deras tidigare material, som varit mer akustiska.
Låtarna "I Hear Noises", "Monday Monday Monday" och "Time Running" släpptes som singlar. Omslaget är fotograferat av den kanadensiske serietecknaren Kaare Andrews, som även regisserade en musikvideo till låten "Living Room". Albumet återlanserades den 3 juni 2003 med bonuslåten "Come On Kids" och diverse videomaterial.

## Mottagande
Kurt Morris på Allmusic skrev att "det finns akustiska stunder på If It Was You; det finns också rättframma pop/rock-stunder" och sammanfattade skivan som "Lilith Fair, Alanis Morissette, powerpop och hooks".

## Låtlista
1. "Time Running" (Tegan Quin) – 2:11
2. "You Went Away" (T. Quin) – 2:00
3. "Monday Monday Monday" (Sara Quin) – 3:18
4. "City Girl" (T. Quin) – 4:02
5. "Not Tonight" (S. Quin) – 2:37
6. "Underwate" (S. Quin) – 2:50
7. "I Hear Noises" (T. Quin) – 3:35
8. "Living Room" (T. Quin) – 2:50
9. "Terrible Storm" (S. Quin) – 3:28
10. "And Darling (This Thing That Breaks My Heart)" (T. Quin) – 1:42
11. "Want to Be Bad" (S. Quin) – 3:55
12. "Don't Confess" (T. Quin) – 4:32

Bonuslåt på nyutgåvan från 2003
1. "Come On Kids" (T. Quin) – 2:52

## Medverkande
Tegan and Sara
- Tegan Quin – sång, gitarr, fotografi
- Sara Quin – sång, gitarr

Övriga musiker
- Rob Chursinoff – trummor, slagverk
- Ezra Cipes – banjo
- Gabe Cipes – bas
- Mike Ledwidge – orgel, keyboard, slidegitarr

Produktion
- Kaare Andrews – fotografi (omslag)
- David Carswell – producent, inspelning, ljudmix, övriga instrument
- John Collins – producent, inspelning, ljudmix, övriga instrument
- Steve Hall – mastering
- Pascal Leclair – assisterande ljudtekniker
- Sheldon Zaharko – ljudtekniker